# Nectandra acuminata
Nectandra acuminata là loài thực vật có hoa trong họ Nguyệt quế. Loài này được (Nees & C. Mart.) J.F. Macbr. miêu tả khoa học đầu tiên năm 1931.